# Bolchié Koty
Bolchié Koty (en russe : Больши́е Ко́ты, litt. « Gros chats »), est un possiolok de l'oblast d'Irkoutsk en Russie. Se trouvant dans le raïon d'Irkoutsk, il se situe dans le sud de l'oblast. Il fait partie de la municipalité de Listvianka, qui a comme chef-lieu la commune urbaine de Listvianka. Sa population s'élevait à 49 habitants en 2022. Village baigné par le lac Baïkal, la mer sacrée des Bouriates et plus profond lac du monde, son économie est orientée sur le tourisme. Le seul accès au village est par le lac, aucun chemin terrestre carrossable existe.
Son nom, qui signifie en français « Gros chats », viendrait du fait que le village était un endroit où un certain type de piège (des «kots» dans le dialecte local) était utilisé pour attraper le poisson.

## Géographie

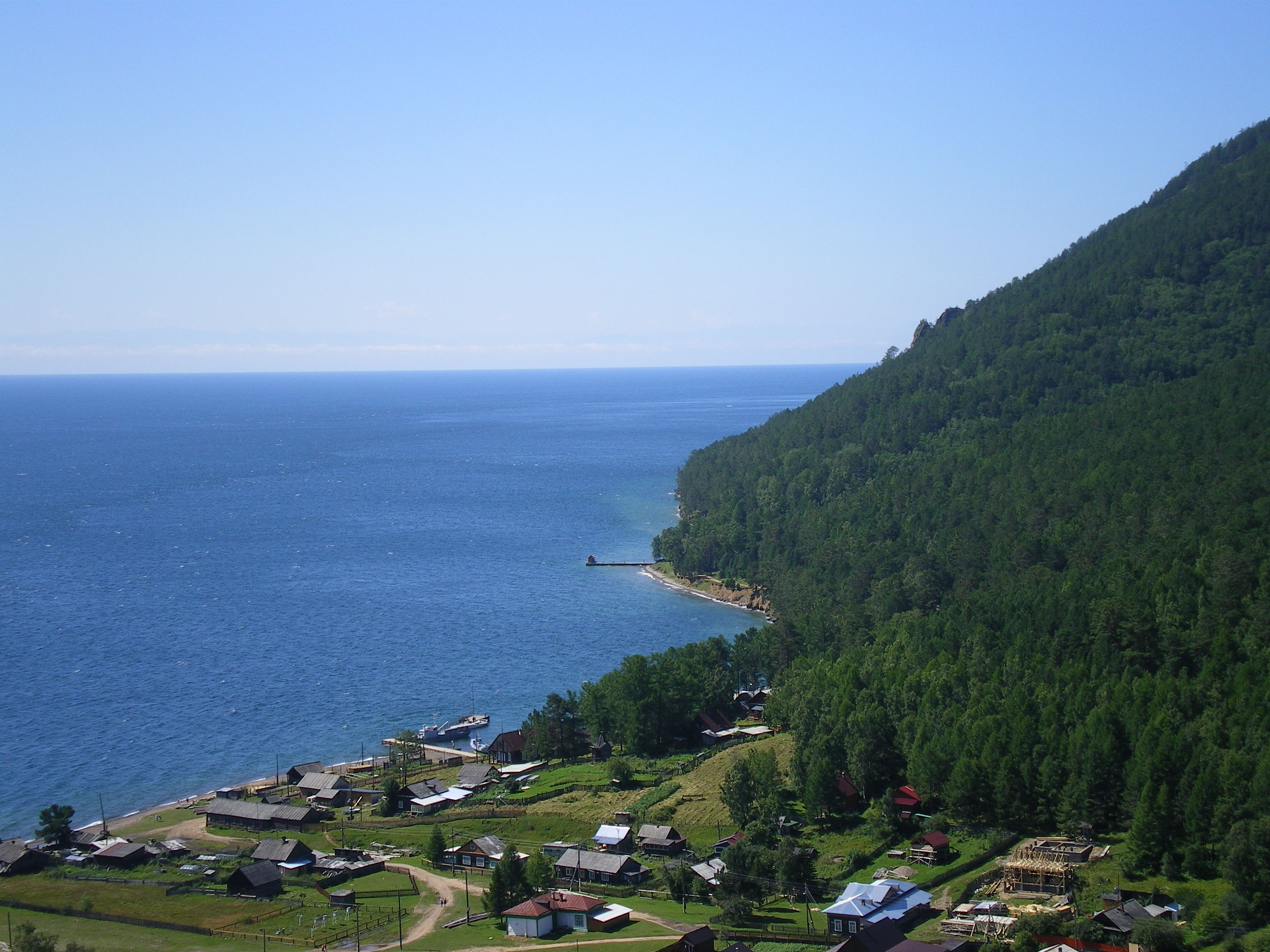
Vue du village avec le lac.

Le village de Bolchié Koty se trouve dans l'oblast d'Irkoutsk, un sujet du sud de la Sibérie orientale en Russie. Il fait partie du district fédéral sibérien, se trouvent à 1 500 km à l'est de Novossibirsk, la capitale du district. Bolchié Koty se situe aussi à 4 270 km à l'est de Moscou, ainsi qu'à 69 kilomètres au sud-est d'Irkoutsk, la capitale de son sujet. 
Bolchié Koty est l'un des quatre-vingt-cinq localités du raïon d'Irkoutsk, un raïon du sud-est de l'oblast, et Irkoutsk en est son centre administratif. Il fait partie de la municipalité de Listivianka (ru) avec quatre autres localités : Listvianka, Nikola et Angarskiïé Khoutor. Listvianka se trouve à 16 kilomètres au sud-est de la localité.
Le village de Bolchié Koty se trouve sur la rive occidentale et méridionale du lac Baïkal. Le village est bordé par les monts du Littoral (ru), chaîne de faible altitude allant de la source de l'Angara jusqu'au raïon d'Olkhon. Ces monts ont une différence d'environ 500 mètres avec l'altitude de la surface du lac.
Bolchié Koty se situe dans une sorte de crique, à la fin d'une vallée d'une petite rivière. La taïga de Sibérie orientale entoure la localité, avec en plus des arbres de nombreuses baies, champignons, et espèces végétales rares.
À quatre kilomètres au nord du village se trouve la falaise Skriper (ru), classée comme monument naturel. 

## Histoire
Le village de Bolchié Koty est né de l'extraction de l'or sur les côtes du lac Baïkal. L'extraction de l'or a commencé en 1842, après que des placers aient été découverts dans les vallées des rivières Malié Koty, Bolchié Koty et Malaïa Sennaïa. L'exploitation dura jusqu'en 1968, et permit l'extraction de plus de 160 kg du précieux élément. La mine d'or abandonnée se trouve près de la falaise Skriper, dans la vallée des ruisseaux Bolchié et Malié Koty. Dans la grotte creusée se trouvent encore les éléments de soutènement.
À une altitude 200 mètres au-dessus du niveau du lac se trouve dans la falaise Skirper une petite grotte avec deux salles. Leur longueur est de 6 à 8 mètres, leur largeur jusqu'à 3,5 mètres, et leur hauteur jusqu'à 4 m. Dans la grotte ont été trouvés des outils en pierre, des outils de chasse et des fragments de poterie, parfois ornés. Sur l'un d'entre eux se trouvaient des écritures, datant de l'âge du fer de la région (seconde moitié du Ier millénaire). Ce fut la première découverte avec des écritures dans la région du Baïkal.
En 1918, par décision de la Commission Baïkal de l'Académie des sciences, une station biologique fut ouverte dans le village. Les scientifiques eux-mêmes avaient demandé l'ouverture du site à l'Académie impériale : « L'étude du Baïkal est une tâche nationale pour les scientifiques russes ... Nous ne devons pas connaître le Baïkal plus mal que, par exemple, les Suisses ne connaissent leur lac Léman. . ». Depuis, la station biologique surveille le lac et son environnement.
En 1947, des familles déportées des pays baltes ont été installées dans le village. Ils travaillaient à la mine, et furent autoriser à retourner dans leurs pays dans le milieu des années 1950.
Les années 1960 furent prospèrent pour le village, c'était à cette période qu'il était le plus peuplé. À cette époque, une école primaire, un jardin d'enfants, un club, un magasin, une boulangerie et un bain public se trouvaient dans la localité. Des spectacles étaient de temps en temps organisés. Mais en 1968, la mine a fermé, signant le déclin du village. L'école et le jardin d'enfants fermèrent dans les années 1990.

## Démographie
Recensements (*) et estimations de la population,,, :
| 2002 * | 2010* | 2012 | 2022 |
| ------ | ----- | ---- | ---- |
| 80     | 59    | 56   | 49   |

## Économie, culture et transports

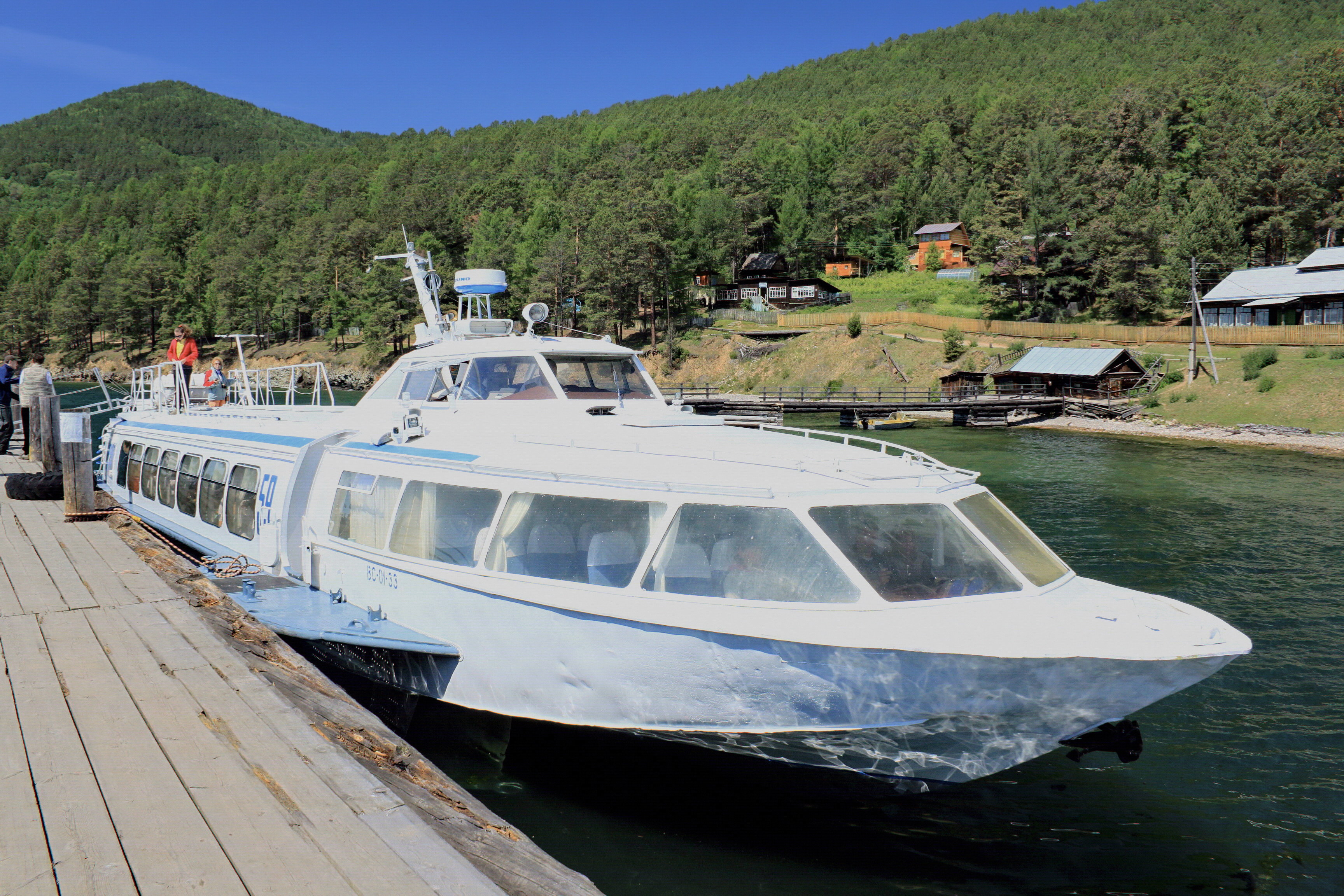
Hydroptère dans le village.

Aujourd'hui, le village possède le musée des études sur le Baïkal et l'Aquarium de l'Institut de biologie de l'Université d'État d'Irkoutsk. Le musée possède 400 pièces différentes, avec une riche collection d'insectes. Une station scientifique fonctionne aussi en permanence, où des étudiants d'Irkoutsk y font leur stage l'été. 
Le petit village devient de plus en plus un lieu de villégiature pour les citadins, qui rachètent les vieilles maisons pour les transformer en leur datchas.
En été, le village est accessible par un hydroptère qui relie Irkoutsk, Listvianka et le village. Le temps de trajet est de 1 heure 30 minutes, et il part tous les jours, sauf quelques jours par an. Ce service est assuré par la The Eastern-Siberian Inland Navigation Company (ru). En hiver, une route de glace est ouverte sur le lac depuis Listvianka, avec un temps de trajet de 15 à 20 minutes. Enfin, de Listvianka à Bolchié Koty se trouve un itinéraire de randonnée de 18 kilomètres longeant le lac, qui fait partie du sentier de grande randonnée du lac Baïkal, attraction touristique autour du lac. Depuis Listvianka, l'on peut rejoindre Irkoutsk par la route régionale 25N-209.
Le village se situe dans le parc national Pribaïkalsky depuis sa formation en 1986.
Dans le village se trouvent plusieurs hôtels, gîtes et campings. Il y a une boutique, où les prix sont élevés à cause du manque d'infrastructure vers le village. Mais il reste néanmoins très touristique, avec 13 000 personnes l'ayant visité au cours de la période de l'été 2022, alors que le village n'est peuplé que de 49 habitants.

## Galerie

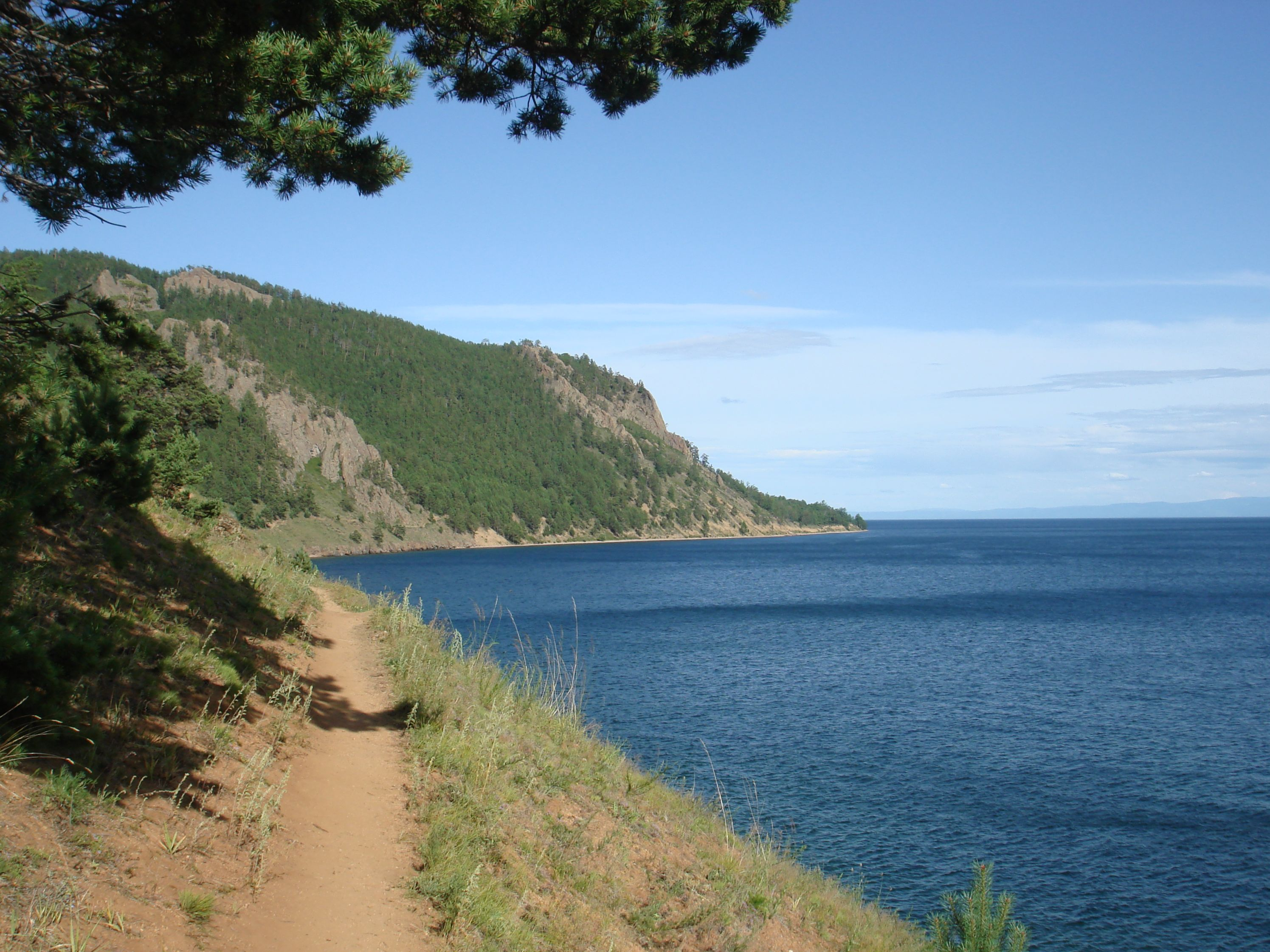
Sentier de grande randonnée du Baïkal près du village.
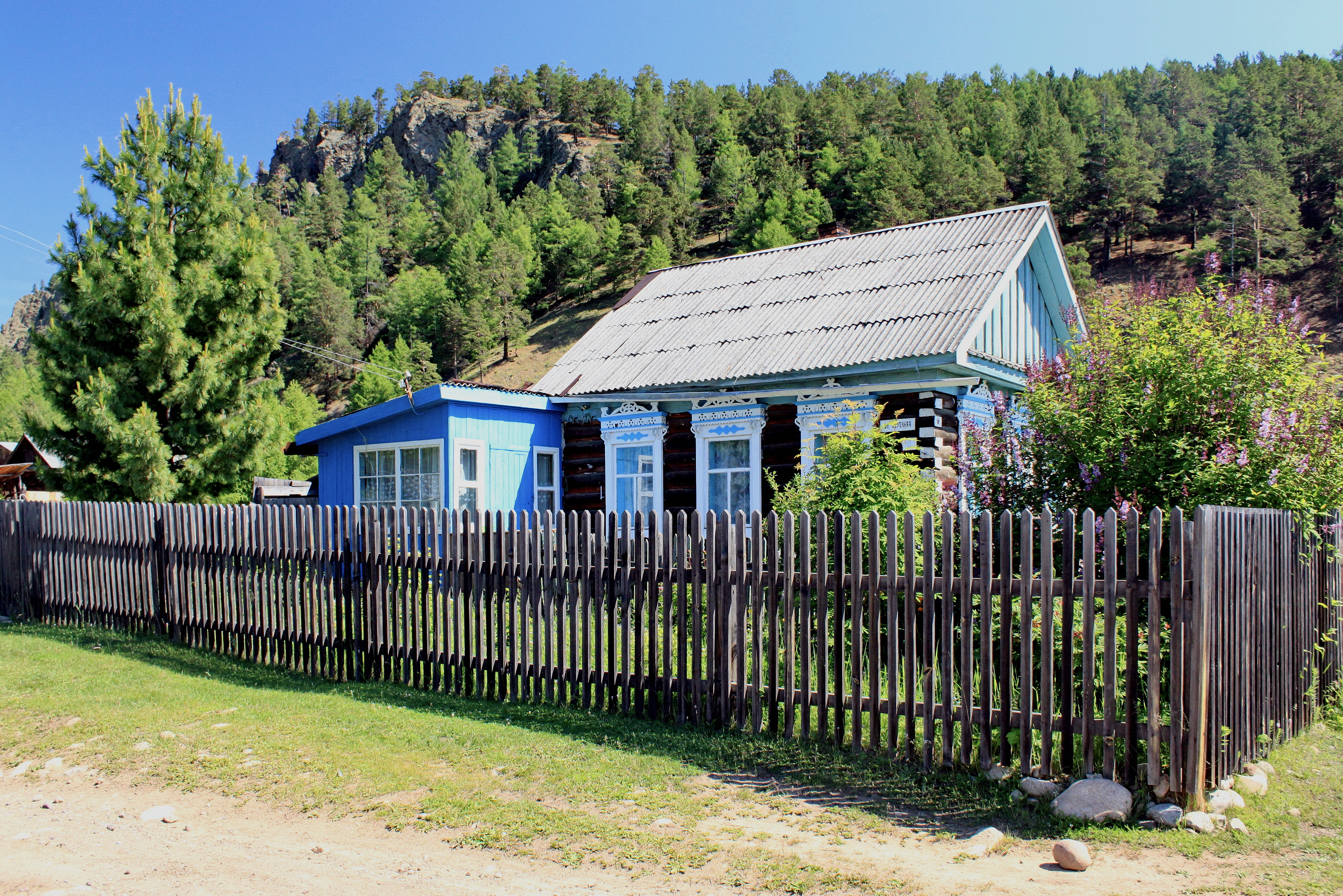
Maison en bois.
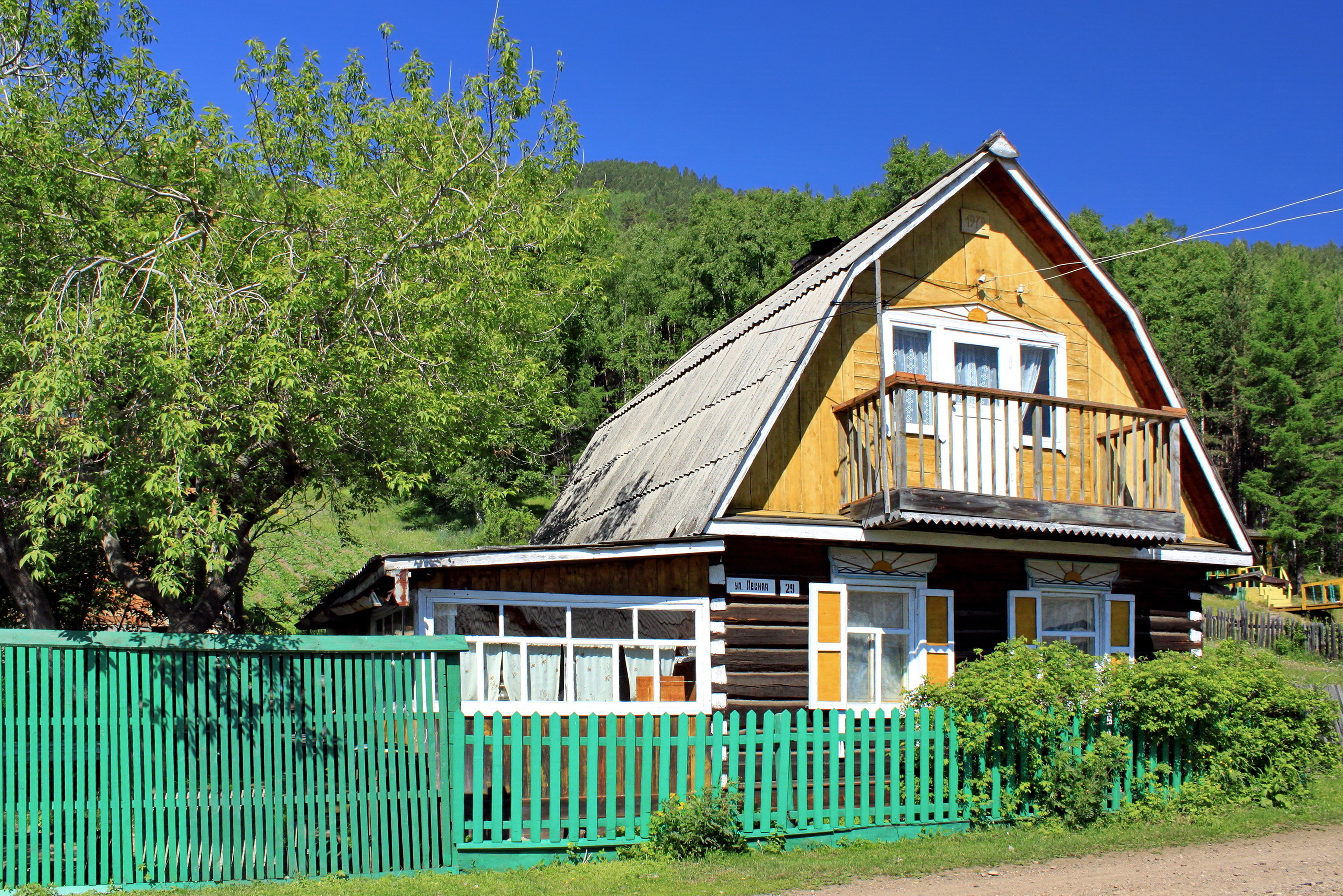
Autre maison.
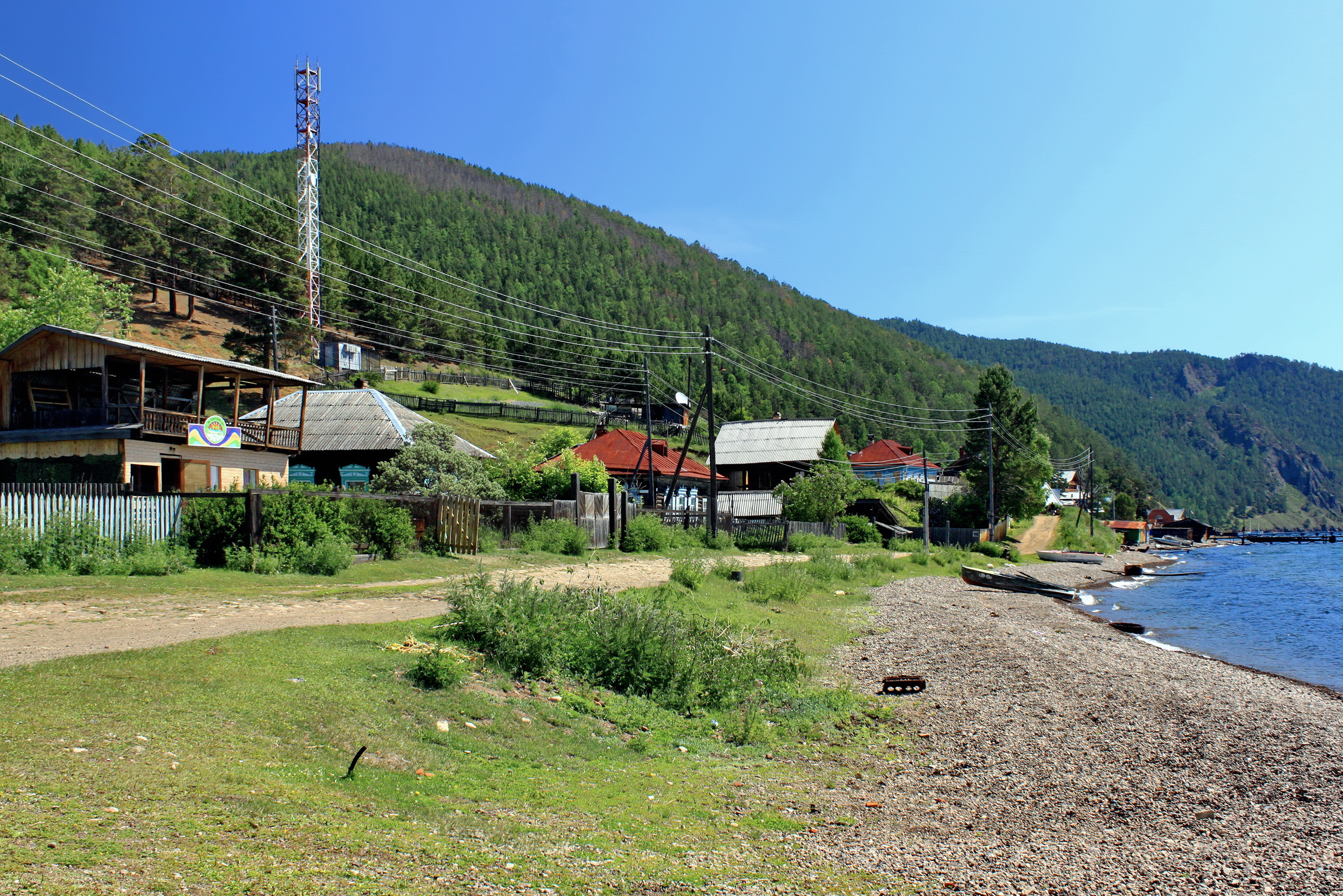
Maisons bordant la rive.
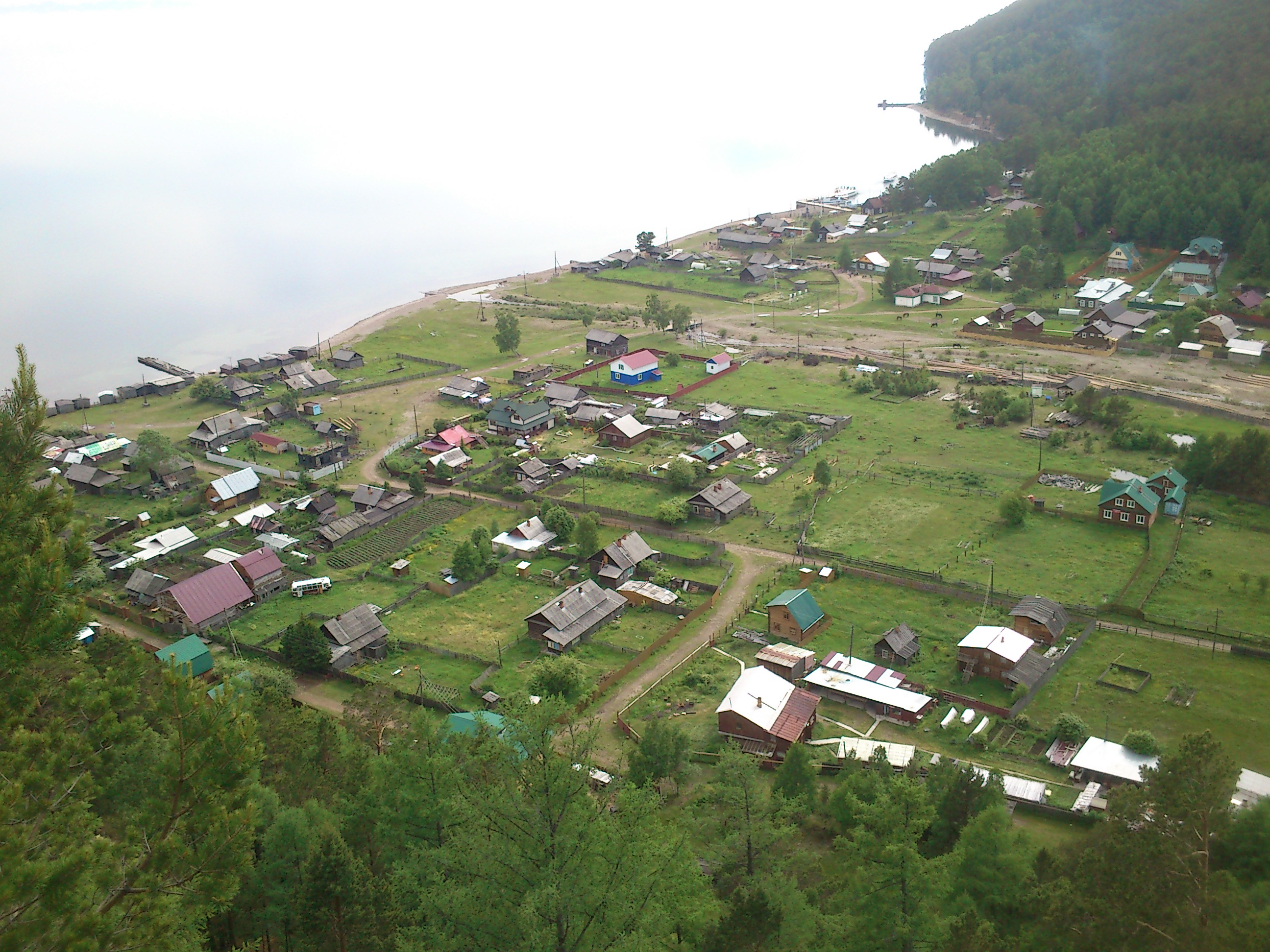
Vue aérienne.